# Стаматов, Георгий
Георгий Порфириев Стаматов (болг. Георги Порфириев Стаматов; 25 мая 1869, Тирасполь, Херсонская губерния, Российская империя — 9 ноября 1942, София, Болгария) — болгарский писатель, беллетрист.

## Биография
Родился в 1875 году в Тирасполе.
В 1882 переехал в Болгарию. Изучал юриспруденцию в Софии и Женеве, служил чиновником. Печатался с 1891 года. В рассказах и повестях 90-х ‒ начала 1900-х гг. сочувственно изобразил солдат, сельских и городских тружеников, противопоставляя им жестоких офицеров, продажных чиновников («Вестовой Димо», 1899; «Два таланта», 1910). В 1905 году издал «Избрани очерки и раскази». Характерные черты творчества Стаматова - серьёзный психологический анализ, реализм изображения, мягкий пессимизм, простота языка и вместе с тем своеобразные формы выражения.
После 1-й мировой войны 1914‒18 в его творчестве усиливается социально-обличительная критика (рассказы «Маленький содом», «Нарзановы», «Вирянов»). Любимые темы его рассказов — отрицательная сторона жизни, злоупотребления бюрократизма и т. п.
Умер в 1942 году в Софии.

## Галерея

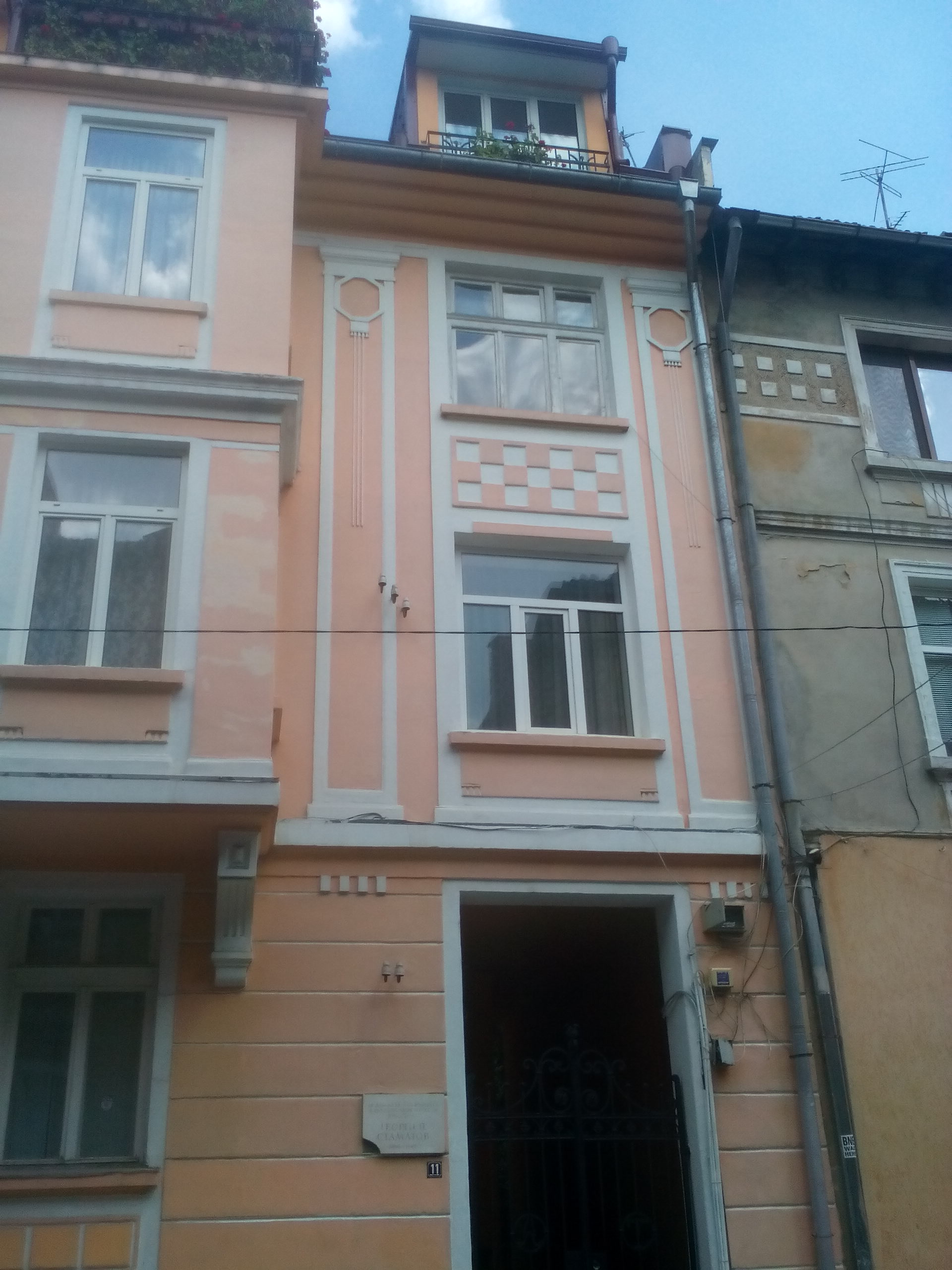
Дом, в котором писатель провел последние годы жизни.
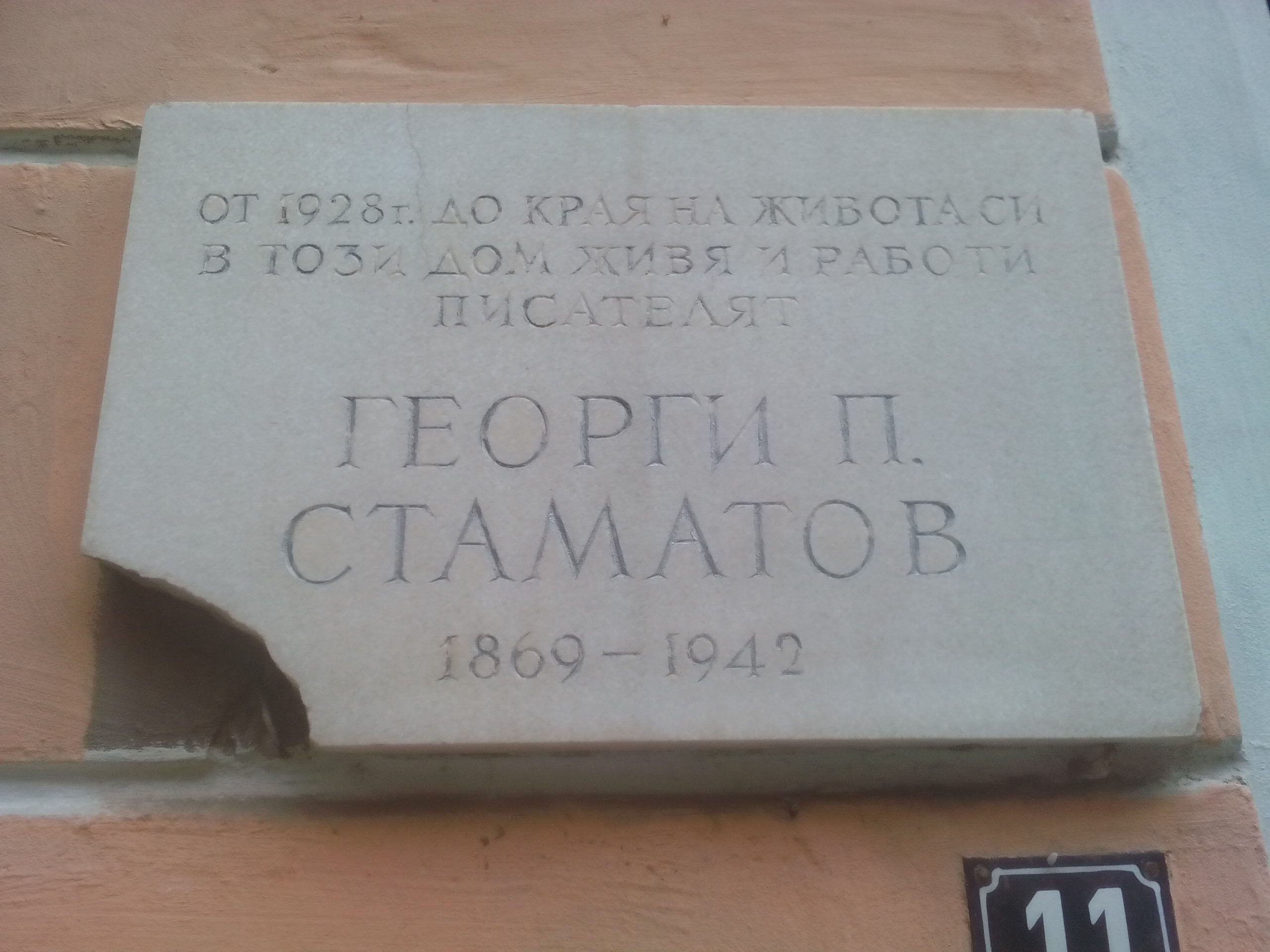
Мемориальная доска.
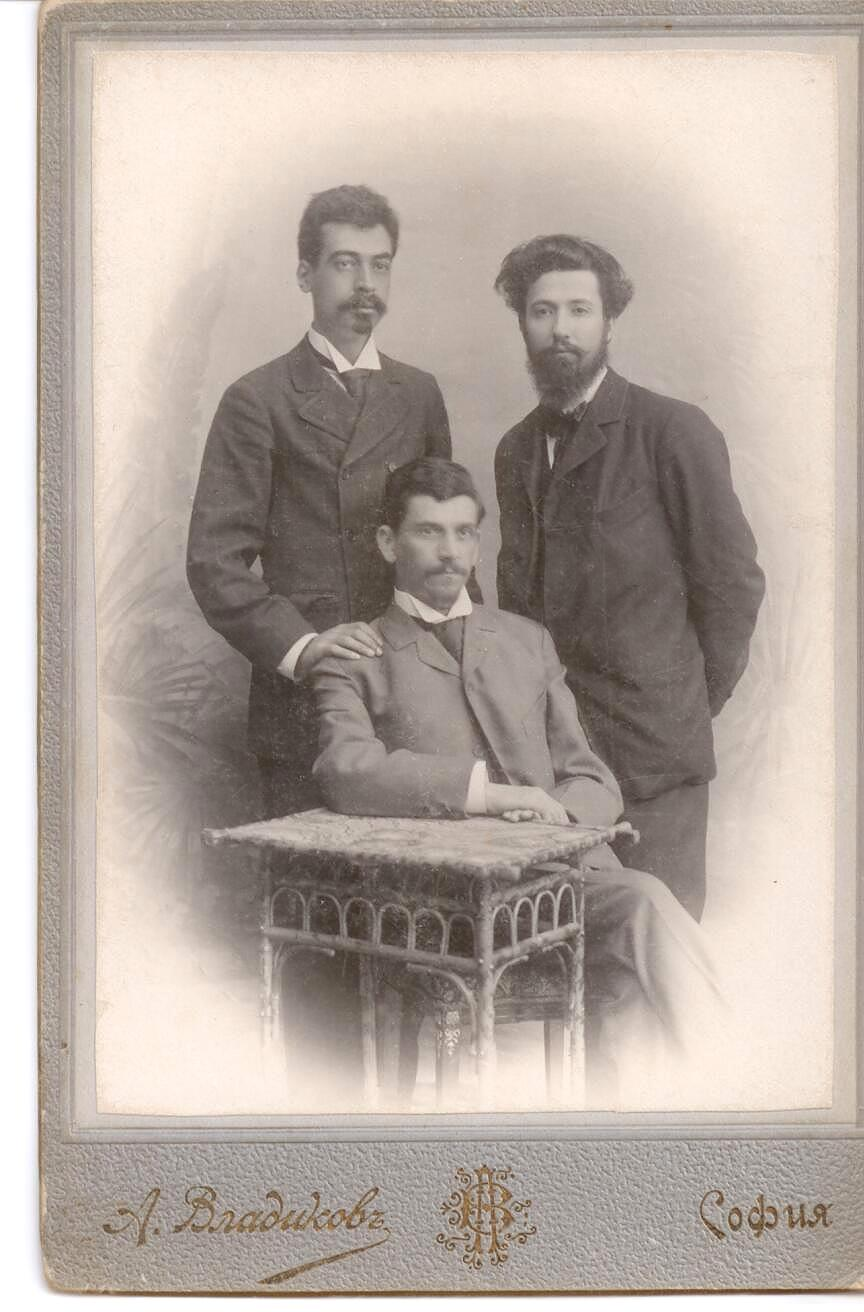
Писатель Г. П. Стаматов, поэт Пейо Яворов и общественный деятель Михаил Герджиков, 1901-1902.
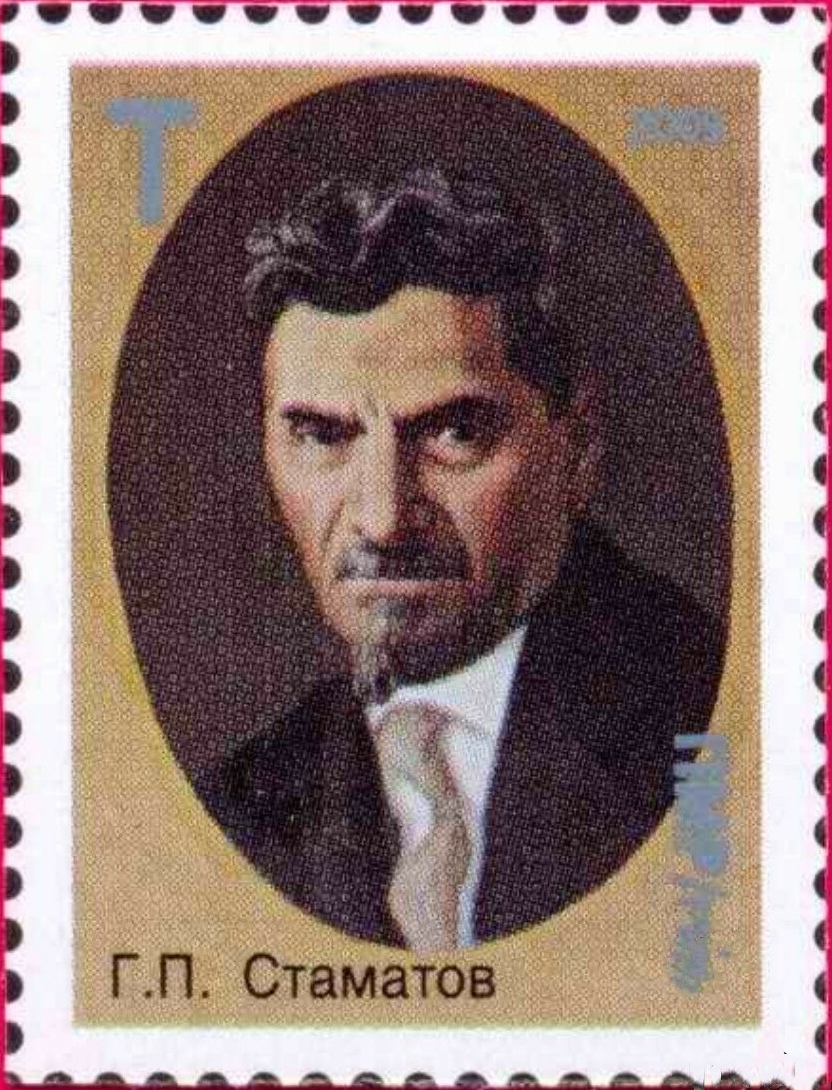
140 лет со дня рождения Г. П. Стаматова, Почта Приднестровья, 2009
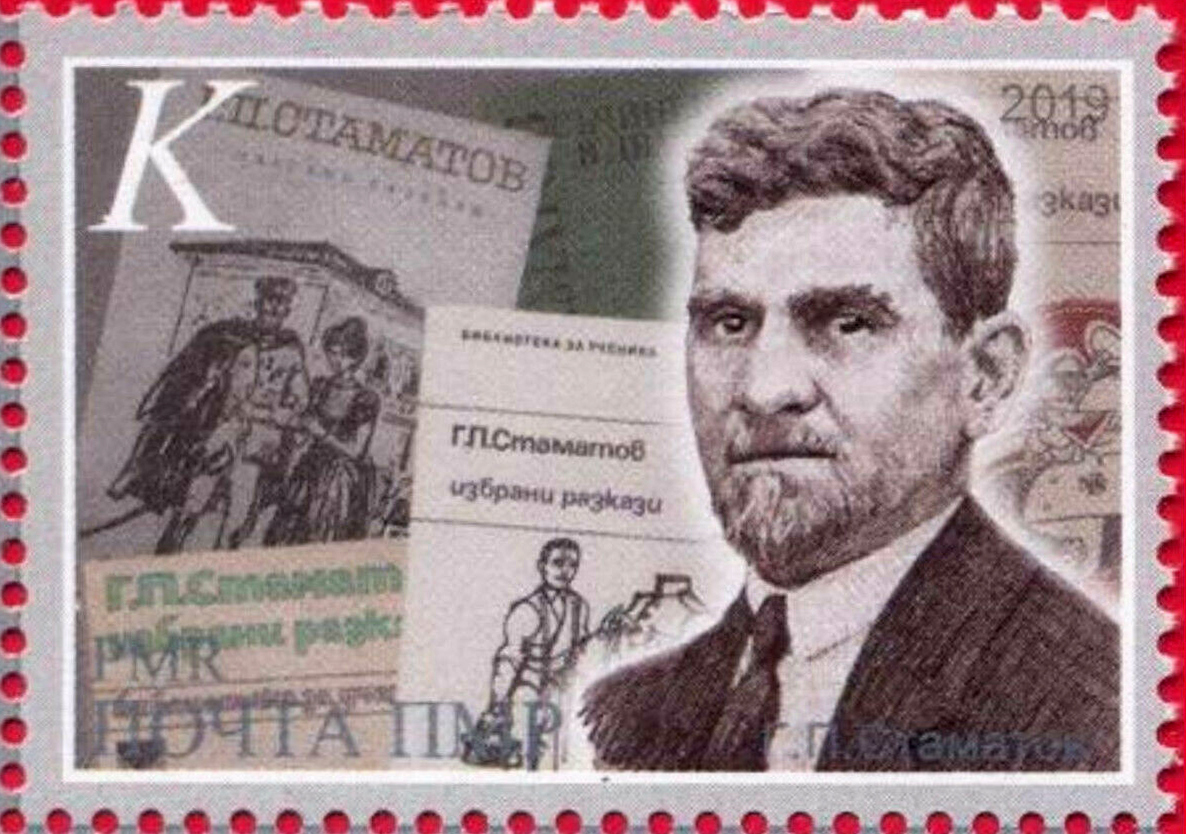
150 лет со дня рождения Г. П. Стаматова, Почта Приднестровья, 2019